# 11905 Джіакометті
11905 Джіакометті (англ. 11905 Giacometti) — астероїд головного поясу, відкритий 6 листопада 1991 року.
Тіссеранів параметр щодо Юпітера — 3,379.